# Periode van de Strijdende Staten
De Periode van Strijdende Staten in China was van de vijfde tot de derde eeuw v.Chr. een tijdperk van constante oorlog. De periode werd voorafgegaan door de Periode van Lente en Herfst en gevolgd door de Qin-dynastie.

## Strijdende Staten
De chaos werd veroorzaakt door de zwakte van het centraal gezag van de Zhou-dynastie. De feodale leenheren waren machtiger dan de koning zelf. De staat Jin die tijdens de Periode van Lente en Herfst nog een soort van oppergezag wist te voeren, viel uit elkaar in de staten Hán, Zhao en Wei. In de staat Qi greep de familie Tian in 386 v.Chr. openlijk de macht. Deze vier staten en de staten Qin, Chu en Yan worden ook wel de Zeven Machten genoemd. Daarnaast waren er diverse kleinere staten (zie onder). De Zeven Machten trokken zich niks meer van de koning aan en pretendeerden ook niet meer in zijn naam te handelen. De macht en het grondgebied van de Zhou-dynastie werden verder aangetast. De staten vochten vooral tegen elkaar. Hierbij stond in tegenstelling tot wat in de Periode van Lente en Herfst het geval was de confrontatie tussen Chu en noordelijk staten niet meer centraal.
De zeven staten die elkaar onderling om de hegemonie bestreden waren:
- Chu (楚)
- Hán (韓)
- Qi (齊)
- Qin (秦) (zie ook Qin-dynastie)
- Wei (魏)
- Yan (燕)
- Zhao (趙)

Tot de kleinere staten worden gerekend:
- Ba (巴)
- Lu (鲁)
- Shu (蜀)
- Song (宋)
- Wey (卫)
- Xue (薛)
- Yue (越)
- Zhongshan (中山)
- Zhou (het Koninklijk Gebied) (東周)

## Vroege periode
In diverse staten vonden onder invloed van vooruitziende staatslieden belangrijke politieke hervormingen en sociale veranderingen plaats die tot meer welvaart en versterking van het staatsgezag leidden. In de staat Wei werd Li Kui door markies Wen als hervormer aangesteld. In de staat Chu werd in 382 v.Chr. Wu Qi als eerste minister aangesteld. Dit leidde tot de ondergang van de conservatieve adel in Chu nadat deze zich tegen Wu Qi had verzet. De belangrijkste hervormingen op het gebied van handel, staatsinrichting en het standensysteem werden in 359 v.Chr. ingezet door Shang Yang die in dienst was van hertog Xiao van Qin. Hiermee vangt ook de Middenperiode van de Strijdende Staten aan.

## Middenperiode
In 357 v.Chr. bestijgt prins Wei de troon van de staat Qi. Ook hij voert vergaande economische hervormingen door. De strategische Sun Bin staat aan het hoofd van de militaire hervormingen. De positie van de staat Wei werd penibel, omdat hij ingeklemd zat tussen de steeds machtiger wordende staten Qin en Qi. Desondanks viel de staat Wei in 354 v.Chr. de staat Zhao aan. Qi schoot Zhao het volgende jaar te hulp en kon hiervoor de door Sun Bin versterkte strijdmacht inzetten. Toen deze de hoofdstad Daliang (het huidige Kaifeng) van de staat Wei aanviel, moesten de troepen van de staat Wei zich terugtrekken uit Zhao om hun hoofdstad te beschermen. Onderweg werden zij echter door de troepen van Qi over de kling gejaagd. In 352 v.Chr. veroverde Qin de staat Anyi (in het huidige Xiaxian) op de staat Wei.
In 342 v.Chr. deed de staat Wei een nieuwe aanvalspoging, deze keer gericht op de staat Hán. Wederom intervenieerde de staat Qi. Deze lokte de troepen van de staat Wei naar Maling (in de huidige provincie Hebei) en bracht hen daar een zware slag toe. De kroonprins van Wei Shen werd gevangengenomen en generaal Pang Juan pleegde zelfmoord. In 340 v.Chr. startte de staat Qin een grootschalige aanval op de staat Wei, onder persoonlijke leiding van Shang Yang. De opperbevelhebber van Wei prins Qiong werd gevangengenomen. De troepen van Qin marcheerden oostwaarts, namen Yinjin (het huidige Huayin) in en brachten in 330 v.Chr. de grens van Qin tot de rivier Huanghe.
De Qin was de sterkste staat geworden. In 325 v.Chr. verklaarde het zichzelf een koninkrijk, zoals nog negen andere staten ook zouden doen. De staat Wei was aanzienlijk verzwakt. Met Ba sloot de Qin-koning in 318 v.Chr. een verbond om Shu te veroveren. Toen dat gelukt was, verraadde hij zijn bondgenoot meteen en onderwierp ook Ba. Verder werden de Yiqurong (een etnische stam in de huidige provincie Gansu) onderworpen. De zes andere "Zeven Machten" begrepen dat zij alleen in een alliantie Qin zouden kunnen weerstaan. Zij hadden echter ook onderlinge tegenstellingen die door Qin werden gebruikt om ze tegen elkaar op te zetten. Het lukte Qin om Chu te isoleren en aan te vallen. In 299 v.Chr. ging prins Huai van Chu naar Qin in een poging te onderhandelen. In plaats daarvan werd hij gevangengezet in Xianyang, de hoofdstad van Qin, waar hij later zou overlijden. Hierdoor verzwakte Chu nog verder.
In het oosten hadden zich inmiddels belangwekkende ontwikkelingen voorgedaan. In de staat Zhao was in 307 v.Chr. prins Wuling aan de macht gekomen die de cavalerie aanzienlijk had versterkt, o.a. door te kijken naar de vechttechnieken en soepele kleding van nomadenstammen. De staat Qi probeerde misbruik te maken van interne problemen van de staat Yan en veroverde in 314 v.Chr. de hoofdstad van Yan en vermoordde prins Kuai. Dit kwam Qi duur te staan. Prins Zhao van Yan stuurde generaal Yue Yi op oorlogspad en deze veroverde in vijf jaar tijd bijna de gehele staat Qi op twee steden na. Prins Zhaos opvolger verving Yue Yi door de onervaren Qi Jie. Generaal Tian Dan van Qi maakte hiervan gebruik en verdreef het leger van Yan en doodde Qi Jie. In de 35 jaar dat Qi en Yan oorlog voerden, verzwakten de staten aanzienlijk.
Rond 300 v.Chr. waren alleen nog de zeven grote staten overgebleven om de suprematie te bevechten. Deze staten konden enorme legers tot stand brengen, soms wel bestaande uit honderdduizenden soldaten infanterie en cavalerie. Door de introductie van een nieuwe krachtige kruisboog konden ook eenvoudige boeren als effectieve soldaten worden ingezet. In dezelfde periode werden aan de noordgrens van de staten Qin, Zhao en Yan lange verdedigingsmuren gebouwd tegen het barbaarse rijk van de Xiongnu.
In de tussentijd zette Qin de strijd tegen Chu voort wat in 278 v.Chr. leidde tot de inname van de hoofdstad van Chu. Hiermee komt de middenperiode ten tijde.

## Late periode

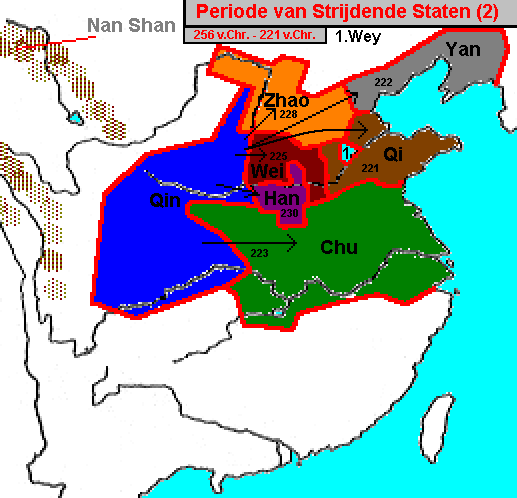
Qins overwinning

In de late periode concentreerde Qin zich vooral op de staten Wei, Hán en Zhao die, vaak onderling verbond, nog aanzienlijke weerstand boden tegen de Qin-legers. Qin hanteerde een strategie waarbij vriendschappelijke betrekkingen werden aangegaan met verder gelegen staten en de nabijgelegen staten werden aangevallen.
In 260 v.Chr. vochten Qin en Zhao bij Changping (het huidige Gaoping in de provincie Shanxi). Het lukte Qin tweedracht te zaaien in in het Zhao-kamp waar de ervaren generaal Lian Po werd vervangen door de leunstoel-strateeg Zhao Kuo. De Qin-generaal Bao Qi wist het Zhao-leger in te sluiten en volledig te verslaan waarbij Zhao 400.000 man verloor en Zhao Kuo sneuvelde. Later viel het Koninklijk Gebied in de handen van Qin (256 v.Chr.), waarmee de Zhou-dynastie haar einde vond. Vlak hierna stierf de Qin-koning. Aangezien zijn zoon Ying Zheng (die later Qin Shi Huangdi zou heten) nog te jong was, nam een wijze minister het bewind voorlopig over.
In de tussentijd spanden de andere staten samen om Qin tegen te houden, maar de minister van Qin wist met spionnen valse geruchten te verspreiden en de staten elkaar te laten wantrouwen. In 247 v.Chr. was de Ying Zheng oud genoeg om te regeren en begon zijn campagne voor de verovering van heel China. Als Shi Huang Ti begon in 230 v.Chr. zijn veldtocht tegen Hán. Nog voordat de verovering een feit was, kwamen boodschappers uit Hán met het aanbod tot vrijwillige overgave aan Qin. Twee jaar later werd Zhao door de Qin-generaal Wang Jian veroverd, hoewel guerrillastrijders (in samenwerking met Yan) nog zouden blijven doorvechten tegen de bezetting. In 225 v.Chr. richtte Shi Huang Ti zich op Wei. Deze staat bleek echter goed te zijn voorbereid, onder andere met muren rond de hoofdstad die voor de Qin-legers te dik waren om te doorbreken, ondanks de sinds de Periode van Lente en Herfst sterk verbeterde belegeringstechnieken. Wang Jian liet echter de nabije rivier ombuigen richting de belegerde hoofdstad en dwong de koning van Wei hiermee tot overgave.
Koning Shi Huang besloot van de drie overgebleven staten eerst de sterkste te verslaan: Chu. Een generaal die hiervoor met 200.000 soldaten optrok, werd verrast door het wilde en onbekende terrein, en verslagen door 500.000 soldaten van Chu. De Qin-koning stuurde zijn veteraan Wang Jian op oorlogspad met 600.000 soldaten. Deze stuurde eerst verkenners vooruit, die meldden dat de vijand zwaar verschanst was en bereid zich dood te vechten. Daarom bouwde Wang Jian een sterk kamp en trainde zijn mannen maandenlang en zorgde ervoor dat ze goed gehumeurd waren en klaar voor het gevecht. De Chu-soldaten werden ongeduldig en verlieten hun stellingen. Toen viel Wang Jian massaal aan en overrompelde de vijand volledig. Chu werd in 223 v.Chr. veroverd.
Vervolgens ging Qin de strijd met Yan aan. De koning van Yan stuurde een moordenaar om Shi Huang Ti te doden, maar dat mislukte (hierover is ook een film gemaakt); zie Hero. De Qin-legers rukten op en veroverden Yan in 222 v.Chr.. Hiermee kwam ook een einde aan de guerrilla van de Zhao-strijders.
In 221 v.Chr. eindigde de Periode van Strijdende Staten door de overwinning op de staat Qi (die zich zoals Hán zonder vechten overgaf) en met de stichting van het Chinese Keizerrijk onder de Qin-dynastie.

## Economie en samenleving
Sinds de Periode van Lente en Herfst bleef het gebruik van ijzer sterk in populariteit toenemen. Ertssmelterijen met soms wel 200 arbeiders kregen een bijna industrieel karakter. IJzeren voorwerpen uit de Periode van de Strijdende Staten variëren van harnassen, zwaarden, priemen, hellebaarden, dolken, ploegen, pikhouwelen, schoppen, bijlen, zagen en hamers. Uit een studie van voorwerpen uit de staat Yan blijkt dat er gebruik werd gemaakt van moderne smederijtechnieken, waardoor het staal hard en krachtig werd. Er werden reeds smeedvormen ingezet voor massaproductie. Ook werd er een vroege vorm van een kompas uitgevonden die bekendstond als de "Sinan".
Van de families Guo Zong en Zhuo uit Zhao, Cheng Zheng uit Qi, Kong uit Liang en Bing uit Cao is bekend dat zij een fortuin verworven in de ijzerproductie.
Naast vooruitgang in het produceren en gebruiken van ijzeren werktuigen werd de agrarische productie ook met irrigatie bevorderd. Ximen Bao van de staat Wei liet land vruchtbaar maken door er water uit de rivier Zhanghe overheen te laten lopen. Li Bing van de staat Qin liet in het huidige Guanxian (provincie Sichuan) de Dujiang Weir aanleggen die de rivier Minjiang in tweeën deelde en die daardoor overstromingen beperkte en watertransport en irrigatie bevorderde. De staat Qin trok uit de staat Hán de ingenieur Zheng Guo aan die een 150 kilometer lang kanaal aanlegde dat de rivieren Jingshui en Beiluoshui met elkaar verbond. Het slib van deze rivieren creëerde 40.000 hectare extra vruchtbaar land.
De boeren waren al in staat negen soorten grond te onderscheiden en kenden technieken om de ene soort in de andere om te zetten. Afhankelijk van de gewassen werden verschillende soorten mest gebruikt. Gewassen werden in rechte lijnen gezet en op voldoende afstand van elkaar. Men wist dat onkruid moest worden gewied en bepaalde soorten insecten, zoals sprinkhanen, moesten worden bestreden. Er waren handboeken over landbouw op de markt. Het bekende "Almanak van Lu" bevatte enkele hoofdstukken over landbouw.
Zoutwinning was algeheel verbreid. Zo werd er zeezout in Qi en Yan, zout uit de zoetwatermeren van Wei en mijnzout in Ba en Shu gewonnen. De families Yi Dun uit Lu en Diao Jian uit Qi werden vooral met de zoutproductie rijk. Houten instrumenten en kisten werden reeds op verfijnde wijze afgelakt. Bij het gieten van brons werden reeds technieken als het etsen, het inleggen van goud en zilver en vergulding gebruikt.
Het tijdens de Periode van Lente en Herfst ingezette proces van feodalisering waarin prinsen en hertogen van slavenhouders landheren werden zette zich verder voort. Doordat veel staten een systeem van meritocratie hadden geïntroduceerd konden ook boeren en kooplieden de status van landheer bereiken. Tussen de landheren bestond een duidelijke hiërarchie die werd bepaald door de verschillende politieke en sociale posities. Het bestuursapparaat van de staten won door de inzet van mannen als Shang Yang en Wu Qi aan kracht en effectiviteit. Mannen van eenvoudige komaf met bestuurlijk talent konden makkelijker hoge functies verwerven in de ambtelijke hiërarchie, ten koste van de adel. Op meerdere niveaus vond een klassenstrijd plaats die onder andere zichtbaar werd door de moorden op Shang Yang en Wu Qi door de adel en door groepen weggelopen slaven en dorpelingen die als rovende bendes door de staten trokken. Het gebruik van slaven bleef nog lange tijd in zout- en ijzerindustrie voortduren.
Industrie en handel speelden in de Periode van de Strijdende Staten nog geen belangrijke rol in de economie. Wel hadden kooplieden vaak een belangrijke politieke rol zoals bij de koopman Lü Buwei zichtbaar werd. Handel vond voornamelijk plaats in agrarische producten en textiel. Van Bai Gui, een koopman uit Wei, is bekend dat hij producten kocht in tijden van overproductie om hen weer te verkopen in tijden van schaarste.

## Geestelijk leven

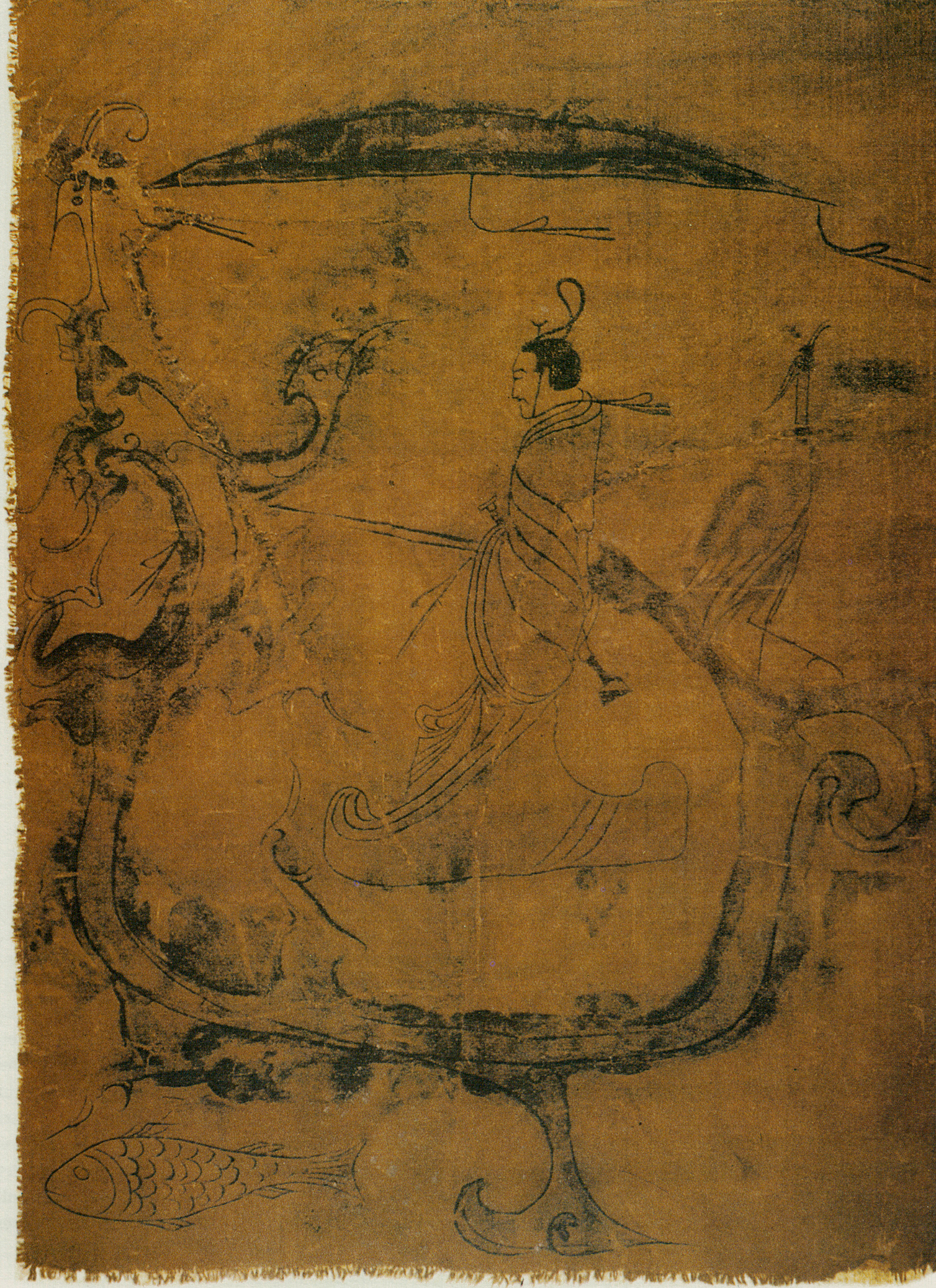
Zijdeschildering van een man die een draak berijdt, een begrafenisdoek die de overledene troost en kalmte moest bieden

De constante politieke onrust en oorlogsvoering zette aan tot reflectie op de beginselen waarop een samenleving gestoeld is. Ideeën daarover werden op schrift vastgelegd en konden daardoor circuleren bij een breed publiek. Het aantal private scholen, waar met name literatuur werd onderwezen, bleef toenemen. Er ontstond een nieuw begrip Ci waarmee wordt gedoeld op een vorm van literatuur die reflecteert op de ontwikkelingen die toen plaatsvonden. Ook vanuit de grote, geprofessionaliseerde ambtelijke apparaten, werd gedelibereerd over maatschappelijke en politieke vraagstukken. Doordat ideeën werden vastgelegd op rollen zijden of bamboe, konden zij nog lange tijd, los van de historische context waarin zij waren ontstaan, worden bestudeerd. Hierdoor werden zij abstracter en tijdsbestendiger en vormden zij een gemeenschappelijk Chinees wereldbeeld tot aan de moderne tijd.
Naast het taoïsme, confucianisme en mohisme die al langer bestonden, ontwikkelden zich tijdens de Periode van de Strijdende Staten de filosofische scholen van de logica, het legalisme en Yin en Yang. Vanwege de veelheid aan stromingen wordt ook wel over de 'Honderd Scholen van het denken' gesproken. Belangrijkste geleerden waren Zhuang Zi (taoïsme), Mencius (confucianisme), Xun Zi (confucianisme) en Han Fei (legalisme). De laatste twee geleerden zetten zich sterker af tegen hun voorgangers en ontwikkelden ideeën die meer aansloten bij de maatschappelijk ontwikkeling van feodalisering en de unificatie van China. Het confucianisme werd door vele geleerden beleden, waarbij sommigen experts werden in rituelen en anderen in het bestuderen van oude teksten. Morele zelfverheffing stond hier telkens bij voorop. De anonieme werken Daxue en Zhongyong moeten in deze traditie worden geplaatst. Verder werd de Tao Te Ching opgesteld, een belangrijk taoïstisch boek. Ondanks de veelheid aan geestesstromingen, zijn er de volgende gemeenschappelijke specifieke kenmerken ter onderscheiding van de westerse antieke filosofie:
- de afwezigheid van een scheppingsdenken of eerste oorzaak van het ontstaan van de kosmos;
- de duiding van de verschijnselen in de wereld als complementair in plaats van tegengesteld;
- een indeling van de wereld in processen en fasen in plaats van in dingen;
- de duiding van de familie als hoogste morele maatschappelijke eenheid in plaats van de polis of politieke gemeenschap;
- het beschouwen van wetgeving als middel/instrument in plaats van als het hoogste morele ordeningsprincipe.

In de late periode kwamen kunst en literatuur meer in opkomst. De dichter Qu Yuan had met zijn 'Treurdichten van Chu' een grote invloed op de verdere ontwikkeling van de Chinese literatuur.
Er werd vooruitgang geboekt in de medische wetenschap. De dokter Bian Que gebruikte diverse nieuwe methoden om diagnoses te stellen, waaronder het opnemen van polsslag. Ook paste hij acupunctuur toe.